# Pedro Reinaldo Álvarez Castelló
Pedro Reinaldo Álvarez Castelló (La Habana, 9 de febrero de 1967 - Tempe, Arizona, 12 de febrero de 2004) fue un artista visual cubano.
Formado en Bellas Artes y Pedagogía del Arte, realizó sus estudios en la Escuela Elemental de Artes Plásticas "20 de Octubre del Vedado, en La Habana,entre los años 1977 y 1981, más tarde de 1981 a 1985, en la Academia de Artes Plásticas “San Alejandro” de La Habana donde cursó la especialidad Pintura-Dibujo, y a partir de 1986 y hasta 1991 hizo la Licenciatura en Educación en la especialidad de Artes Plásticas, en la Facultad de Educación Artística del Instituto Superior Pedagógico “Enrique José Varona” de La Habana. 
Como profesor trabajó en Cuba, España y Estados Unidos de América, en calidad de docente o como artista invitado.
Su obra se encuentra en colecciones públicas y privadas de diferentes países, destacando el Museo Nacional Palacio de Bellas Artes, de La Habana(Cuba), el Centro Andaluz de Arte Contemporáneo en Sevilla, la Fundación Ortega y Gasset en Madrid, el Museo de la Universidad de Alicante, Ludwig Forum für Internationale Kunst en Aquisgrán, Arizona State University Art Museum en Phoenix, The Patchett Collection en California, Farber Collection en Florida y el Museum of Art en Fort Lauderdale.
Su muerte en circunstancias enigmáticas en 2004, ocurrió en pocos días después de inaugurar su exposición personal "Lanscape in the Fireplace" en ASU Art Museum, en Phoenix.

## Exposiciones indiviuales
- 2004, Landscape in the Fireplace. Arizona State University Art Museum. Phoenix, Arizona.
- 2003, African Abstract y otras Pinturas Románticas. Galería Habana, La Habana.
- 2001, California, Galería Marta Cervera. Madrid.
- 2000, ¡La Historia del Arte Cubano ya está contada! Galería La Casona(Fondo Cubano de Bienes Culturales), La Habana.
- 2000, On the Panamerican Highway. Track 16 Gallery, Santa Mónica. California.
- 1999, Cecilia Valdés in Wonderland. Centro de Desarrollo de las Artes Visuales, La Habana
- 1999, Cecilia Valdés in Wonderland. Gary Nader Fien Art, Coral Gables. Florida.
- 1998, Spanish Painting, Galería Marta Cervera. Madrid.
- 1998, Spanish Painting & Nuevo Arte Suizo (con Ezequiel Suárez). Galería Espacio Aglutinador, La Habana.
- 1996, Rojo y Verde, Galería Marta Cervera. Madrid.
- 1996, Pinturas, Museo de la Universidad de Alicante. España.
- 1995, La Canción del Amor. Centro de Desarrollo de las Artes Visuales, La Habana.
- 1995, Desde el paisaje. Centro de Arte 23 y 12, La Habana.
- 1987, Casa de la Cultura de Plaza (con Pedro Vizcaíno). La Habana.
- 1985, Paisajes(con Abel Pérez). Galería de Arte Universal, Trinidad.

## Exposiciones colectivas
Participó a partir de 1988 en diversas exposiciones colectivas como: Arte Cubano en Boston. Massachusetts College of Art, Administration Building, Boston, Massachusetts, EE. UU. En 1993 estuvo en Misa por una Mueca. VIII Bienal Internacional de Humorismo. Centro de Desarrollo de las Artes Visuales, La Habana, Cuba y en 1e. Internationale Grafick Biennale. Maastricht Exhibition and Congress Center (MECC), Maastricht, Holanda.En el año 2000 expuso en La gente en casa. Colección contemporánea. 7 Massachusetts/Bienal de La Habana. Museo Nacional de Bellas Artes, La Habana, Cuba.
- Datos: Q7160081